# لیگ فوتبال استان همدان
لیگ استان همدان بالاترین سطح فوتبال در استان همدان می‌باشد که در پنجمین سطح از فوتبال ایران و بعد از لیگ دسته سوم فوتبال ایران قرار دارد. قهرمان این جام به مسابقات کشوری لیگ دسته سوم فوتبال ایران راه می‌یابد و جواز حضور در جام حذفی را کسب می‌کند.
این مسابقات بخشی از برنامه ویژه آسیا است.

## نحوه برگزاری
مسابقات در یک مرحله و بین ۱۰ تیم برگزار می‌شود. قهرمان لیگ به لیگ دسته سوم فوتبال ایران صعود می‌کنداین مسابقات هر سال توسط هیئت فوتبال استان همدان برگزار می‌شود.

## فصل ۱۴۰۱–۱۴۰۲

### تیم‌های حاضر
- الوند نوین
- ستاره سرخ تویسرکان
- پاسارگاد نوین
- ذوب فلزات بهار
- عقاب الوند اسدآباد
- یاران داریوش
- مهر
- شهدای جورقان
- شهرداری مریانج
- کشاورز نهاوند